# مردخاي

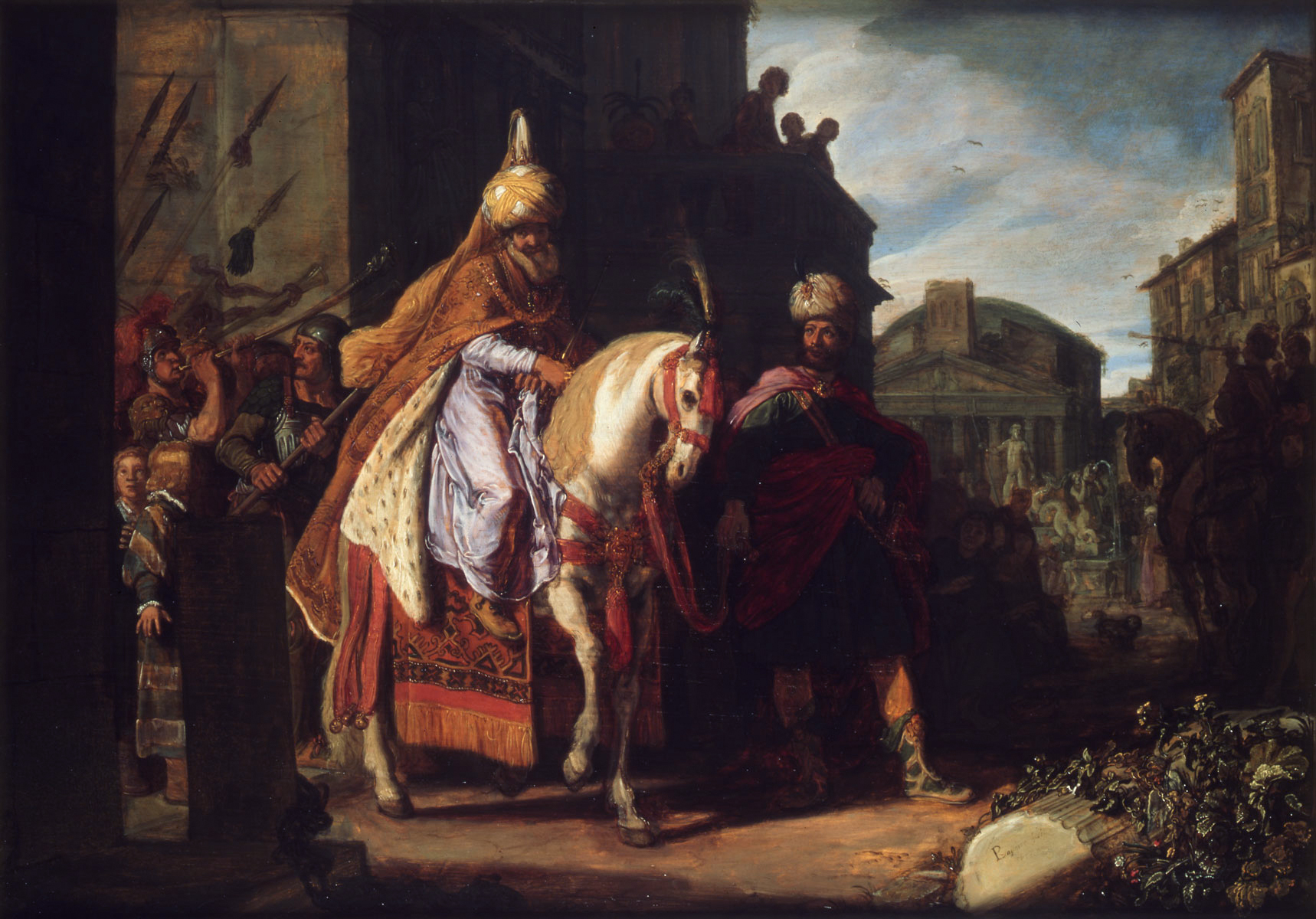
بهجة مردخاي بريشة بيتر لاستمان ، 1624.

مردخاي ( بالعبرية מָרְדְּכַי ) هو واحد من أهم شخصيات سفر أستير في التناخ اليهودي والعهد القديم المسيحي على حد سواء.
وصف على انه ابن ليائير من سبط بنيامين. تم ترقيته إلى وزير بعد اعدام الملك احشويروش لهامان وزيره حسب القصة.
جدير بالذكر ان هامان في سفر استير يختلف عن هامان وزير فرعون في الاسلام.

## الشخصية في الكتاب المقدس

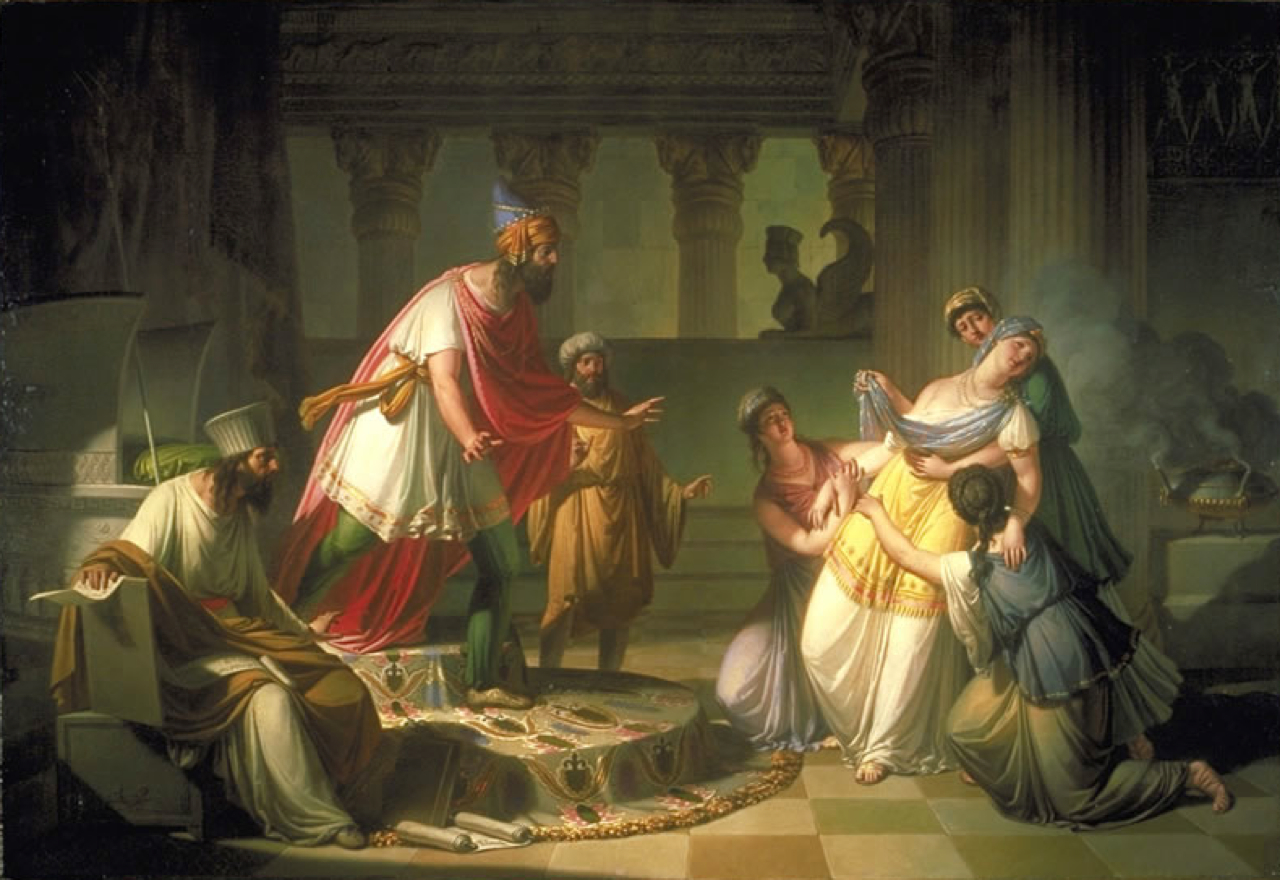
استير أمام أحشويروش بريشة فرانك كافيتش ، 1815

أقام مردخاي في سوسة (شوشان أو شوشان) ،  عاصمة الإمبراطورية الأخمينية. تبنى ابنة عمه اليتيمة حسب (استير 2: 7) هداسا التي هي استير، الذي رباها كما لو كانت ابنته. 
مردخاي  هو واحد من الشخصيات الرئيسية في كتاب أستير في الكتاب المقدس العبري . يوصف بأنه ابن يائير، من سبط بنيامين . تمت ترقيته إلى الوزير بعد مقتل هامان .